# Andreas Iris
Andreas Iris (auch: Regenbogen; * 1540 in Hildesheim; † 2. Dezember 1600 in Königsberg (Preußen)) war ein deutscher Dichter, Historiker und Philosoph.

## Leben
Andreas immatrikulierte sich als Andreas Regenbogen im Wintersemester 1557 an der Universität Erfurt. Hier erwarb er 1559 das Bakkalaurat und wurde 1561 Magister der philosophischen Wissenschaften. Nachdem er neun Jahre lang in Erfurt Vorlesungen zur Philosophie gehalten hatte, ging er 1568 als Archipädagoge (Rektor) an das Pädagogium in Königsberg. 1572 ernannte ihn die Universität Königsberg zum Professor der Dichtkunst und der Ethik. 1579 übertrug man ihm die Professur der Ethik und Geschichte.
1592 wurde er der erste Professor der praktischen Philosophie in Königsberg. Er war Assessor des samländischen Konsistoriums und 1592 Offizial desselben. Er beteiligte sich auch an den organisatorischen Aufgaben der Königsberger Hochschule und war in den Sommersemestern 1579, 1583, 1586, 1591 sowie 1597 Rektor der Alma Mater. Im Wintersemester 1579/80 war er Prorektor. Von seinen Werken ist nur eine Disputation „de jure naturali et positivo“ überliefert.
Iris’ Tochter Agnes heiratete am 6. September 1596 in Königsberg den Theologen Georg Mylius (Theologe, 1567).